# Дайлидки (Островецкий район)
Дайлидки (бел. Дайлідкі) — агрогородок в Островецком районе Гродненской области Белоруссии. В составе Гервятского сельсовета. Расположен в 15 км от города Островец, в 18 км от железнодорожной станции Гудогай, в 265 км от Гродно. В 2014 году в агрогородке проживало 327 человек.

## История
С 1922 года — в составе Польши, с 1939 года — в составе БССР. С 12 октября 1940 года по 26 июня 1965 года — в составе Древеникского сельсовета. С 26 июня 1965 года в составе Изабелинского сельсовета, с 27 января 1987 года в составе Островецкого сельсовета.

## Население
- 1897 год — 18 хозяйств, 102 жителя;
- 1909 год — 11 хозяйств, 99 жителей;
- 1938 год — 23 хозяйства, 114 жителей;
- 1970 год — 363 жителя;
- 2004 год — 118 хозяйств, 368 жителей;
- 2014 год — 327 жителей.

## Инфраструктура
В агрогородке имеется три магазина, фельдшерско-акушерский пункт.

## Достопримечательности
- Костёл Опеки Пресвятой Девы Марии 1929 г.